# Thomas M. Disch
Thomas M(ichael) Disch (Des Moines (Iowa), 2 februari 1940 - 4 juli 2008) was een Amerikaanse sciencefictionschrijver.
Op 17-jarige leeftijd had Disch genoeg gespaard om te verhuizen naar New York. Via een aantal verschillende baantjes probeerde hij dichter bij zijn ideale beroep van schrijver te komen. Toen hij 18 was werd hij opgeroepen voor het leger. Disch paste daar totaal niet en belandde bijna drie maanden in een psychiatrisch ziekenhuis. Hij volgde avondonderwijs aan de New York University in het schrijven van novellen en utopische fictie. In 1962 verkocht hij zijn eerste korte verhaal, The Double Timer en in 1964 werd zijn eerste gedicht gepubliceerd. In 1965 verscheen zijn eerste roman, The Genocides.
Hierna schreef hij SF romans, gothic novels, theater- en opera recensies voor onder andere de New York Times, toneelstukken, een libretto voor een opera gebaseerd op Frankenstein, proza, kinderboeken en tien poëziebundels.
Hij werd al snel beschouwd als lid van de New Wave in SF, schrijvend voor het tijdschrift New Worlds en andere avant-garde publicaties. Bekende romans uit die tijd zijn Camp Concentration en 334. In de jaren 80 verschoof hij zijn werkgebied van SF naar horror.
Op 4 juli 2008 pleegde Disch zelfmoord.

## Prijzen
In 1980 kreeg Disch de BSFA Award en de Locus Award voor het korte verhaal The Brave Little Toaster en de John W. Campbell Memorial Award voor de roman On Wings of Song.
In 1999 won hij de Hugo Award en de Locus Award voor non-fictie met The Dreams Our Stuff Is Made Of, een sardonische beschouwing van het SF-genre.

## Gedeeltelijke bibliografie
Romans
- The Genocides (1965)  nl:De Uitroeiers
- Mankind under the Leash (1966)
- Echo Round His Bones (1967)  nl:Het Schimmenrijk
- Camp Concentration (1968)  nl:Kamp Concentratie
- Black Alice (1968 met John Sladek)  nl:Zwarte Alice
- 334 (1972)
- On Wings of Song (1979)
- The Businessman: A Tale of Terror (1984)
- The M.D.: A Horror Story (1991)  nl:De Duivelsstaf
- The Priest: A Gothic Romance (1994)  nl:De Duivelspriester
- The Sub: A Study in Witchcraft (1999)

Verhalenbundels
- White Fang Goes Dingo and Other Funny SF Stories (1971)
- Fun with Your New Head (1972)
- Getting into Death (1973)
- Fundamental Disch (1980)

Gedichtenbundels
- Highway Sandwiches (1970 met Charles Platt and Marilyn Hacker)
- The Right Way to Figure Plumbing (1972)
- ABCDEFG HIJKLMN POQRST UVWXYZ (1981)
- Burn This (1982)
- Orders of the Retina (1982)
- Here I Am, There You Are, Where Were We (1984)
- Yes, Let's: New and Selected Poems (1989)
- Dark Verses and Light (1991)
- Haikus of an AmPart (1991)
- The Dark Old House (1996)

Non-fictie
- The Castle of Indolence: On Poetry, Poets, and Poetasters (1994)
- The Dreams Our Stuff Is Made Of|The Dreams Our Stuff Is Made Of: How Science Fiction Conquered the World (1998)
- The Castle of Perseverance: Job Opportunities in Contemporary Poetry (2002)